# Indexierung (Grammatik)
Unter dem Begriff der Indexierung fasst man in der Sprachtypologie die konkreteren Begriffe der Kongruenz (engl. „agreement“) und der Kreuzreferenz (engl. „cross-reference“) zusammen. Beide beziehen sich darauf, dass die grammatische Funktion eines abhängigen Satzteils (z. B. als Subjekt, Objekt) nicht an diesem Ausdruck selbst markiert wird (etwa durch Kasus), sondern an dem Wort, von dem er abhängt (im Beispiel: dem Verb). Bei Kongruenz tragen beide Ausdrücke dieses Paars übereinstimmende Merkmale, z. B. Person, bei Kreuzreferenz trägt nur der regierende, jedoch nicht der abhängige Ausdruck ein entsprechendes Merkmal (dieser Fall ist somit spiegelbildlich zum Kasus, der nur am abhängigen Ausdruck steht).
Eine andere Bedeutung von „Indexierung“, nämlich die buchstäbliche „Vergabe eines Index“, wird in der linguistischen Bindungstheorie benutzt.